# Schwarzer Adler (Gossau SG)

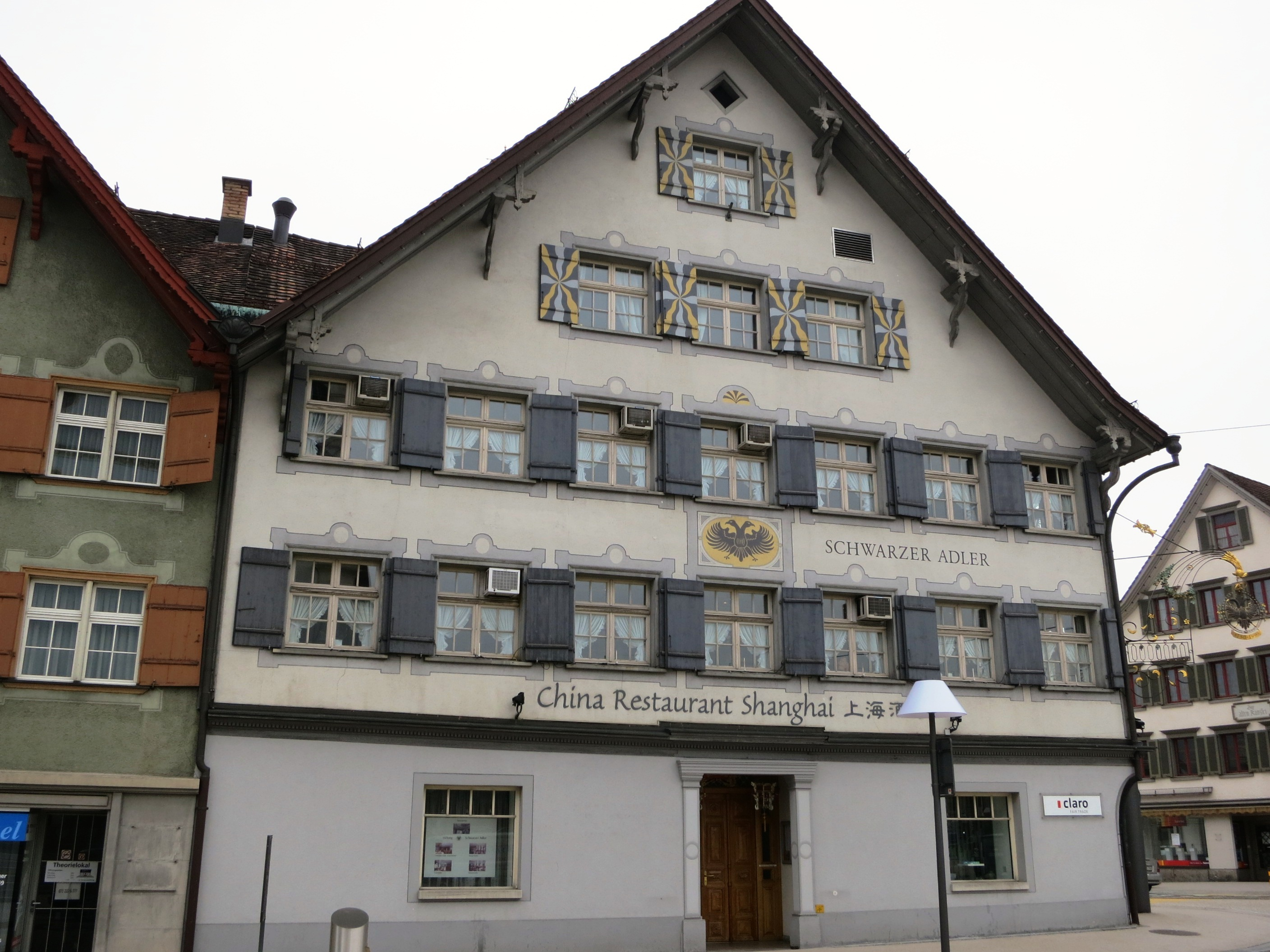
Schwarzer Adler in Gossau

Der Schwarze Adler am Kirchplatz gehört zu den historisch bedeutsamsten Bauten von Gossau SG. Das Eckhaus an der Kreuzung Herisauerstrasse/St. Gallerstrasse wurde um 1750 für den reichen Tuchhändler Sebastian Contamin gebaut. Der aus Savoyen stammende Contamin (auch Condamin geschrieben) hinterliess in Gossau weitere noch heute sichtbare Spuren. So wurde etwa in seinem Auftrag 1707 auch der «Ochsen» erbaut. Überdies wird er beim «Erkerhaus» als erster Besitzer erwähnt.

## Geschichte
Der «Schwarze Adler» verfügt über eine einzigartige Stellung im Gossauer Ortskern und nimmt den ersten Platz unter den Bürgerhäusern ein. 1782 wurde er zu einer Wirtschaft und 1820 zum Gasthaus «Adler» umgewandelt. Um 1860 wurde der Gastwirtschaftsbetrieb aufgelöst, worauf die Familie Gähwiler-Geser hier über Jahrzehnte ein bekanntes Textilfachgeschäft betrieb. 1979 wurde das baufällig gewordene Haus von der Stadt Gossau erworben. 

## Namensgebung
1985 beschloss der Gemeinderat, dem Gebäude den Namen «Schwarzer Adler» zu geben. Es hatte sich mittlerweile die Bezeichnung «Gähwiler-Geser-Haus» eingebürgert, und der frühere Name war vergessen. Der Zusatz «schwarz» dürfte sich im Volksmund aufgrund der Farbe des im Wirtshausschild dargestellten Doppeladlers ergeben haben. 

## Kulturelle Nutzung
1987 wurde an einer ausserordentlichen Bürgerversammlung entschieden, das Haus einer Stiftung zu widmen und an die Restaurierung einen Beitrag von einer Million Franken auszurichten. 1990 wurde damit in Gossau erstmals ein Objekt von kulturhistorischer Bedeutung von der öffentlichen Hand einer vorwiegend kulturellen Nutzung zugeführt. Durch die Errichtung einer Stiftung wurden die Erhaltung und die kulturelle Zweckbestimmung als Begegnungsort auf lange Sicht gesichert. Der Umbau mit Gesamtrenovation 1989/1990 gab dem Haus sein heutiges Aussehen.

## Architektonische Merkmale
Der viergeschossige Fachwerkbau über einem massiven Sockelgeschoss, der an seiner östlichen Hauptfront in den Hauptgeschossen sieben Achsen aufweist, ist gegen die St. Gallerstrasse traufständig und besitzt einen Dacherker. Das Erdgeschoss wird durch ein umlaufendes Gesims als Sockelgeschoss ausgeschieden, die Obergeschosse sind verputzt. Bemerkenswert ist auch der an der Westseite angebaute Treppenhausturm mit Zeltdach. Mit seiner wohlproportionierten, auf Symmetrie ausgerichteten Hauptfassade verkörpert der «Schwarze Adler» den Typus des spätbarocken Bürgerhauses.
Eine reiche Innenausstattung, die vorwiegend aus dem 19. Jahrhundert stammt, als der «Schwarze Adler» noch Zapfenwirtshaus und später Gasthaus mit Übernachtungsmöglichkeit war, hat die Zeit überdauert. Erwähnenswert sind die eingelegten Hartholzschränke und Türen im ersten und zweiten Obergeschoss, die Bleiker-Kachelöfen mit Louis-Seize-Motiven und die Stube im zweiten Obergeschoss mit Deckenmalereien, geschnitzten Relief-Medaillons und Glasmalereien. An die Beherbergung von Gästen erinnern auch Alkovenbetten.